# آبرونیا (سوسمار)
آبرونیا (نام علمی: Abronia) نام یک سرده از تیره مارمولکان بی‌دست‌وپا و نوعی سوسمار است. گونه‌های این جنس فقط در کشورهای دنیای جدید (قاره آمریکا) یافت می‌شوند. گونه‌هایی که در این جنس طبقه‌بندی شده‌اند، اغلب در کشور مکزیک در قاره آمریکای مرکزی تا شمال شرقی آمریکای جنوبی یافت می‌شوند. این گونه‌ها همگی درخت‌پیما هستند.